# Cyclosorus aridus
Cyclosorus aridus là một loài thực vật có mạch trong họ Thelypteridaceae. Loài này được (D. Don) Tagawa mô tả khoa học đầu tiên năm 1938.